# 巴洛卡足球會
巴洛卡足球會（Baroka F.C.）是一支位於南非Ga-Mphahlele鄰近林波波省波洛夸內的職業足球會。

## 聲譽
- 2018 Telkom Knockout冠軍
- 2015–16 National First Division冠軍[2]
- 2010–11 Nedbank Cup 四強
- Vodacom League 2010–11林波波省冠軍

## 外部連結
- 官方网站